# Discounted cash flow
Discounted cash flow (DCF) is een methode voor het waarderen en evalueren van investeringsprojecten d.m.v. het contant maken van de verwachte toekomstige vrije geldstromen. In de eenvoudigste vorm ziet een DCF model er in continue tijd als volgt uit.
{\displaystyle W=\int _{0}^{\infty }\ e^{-rt}E(FCF)dt}
Waarbij:
- W: waarde
- r: de disconteringsfactor
- t: de tijd
- E(FCF): de verwachte vrije geldstromen

Het oplossen van deze integraal levert de volgende expressie op:
{\displaystyle W=E(FCF)/r}
Die kunnen we omschrijven naar:
{\displaystyle W=1/r*E(FCF)}
De waarde is dus gelijk aan de multiple {\displaystyle 1/r} maal de verwachte vrije geldstroom E(FCF).
In de dagelijkse praktijk van het waarderen en evalueren van investeringsprojecten wordt maar zelden met continue tijd modellen gewerkt. Men schat dan de verwachte vrije geldstromen in op jaarbasis en maakt die vervolgens contant. Voor een investeringsproject met een looptijd van vier jaar levert dat dan de volgende expressie in discrete tijd.
{\displaystyle W={\frac {E(FCF)1}{(1+r)}}+{\frac {E(FCF)2}{(1+r)^{2}}}+{\frac {E(FCF)3}{(1+r)^{3}}}+{\frac {E(FCF)4}{(1+r)^{4}}}+{\frac {E(RW)4}{(1+r)^{4}}}}
Hierbij is dan E(RW) de verwachte restwaarde na vier jaar. Die moet dan eerst apart worden uitgerekend met behulp van de hiervoor afgeleide formule {\displaystyle W=E(FCF)/r}
De uitkomst van een DCF berekening wordt dus geheel bepaald door de inschatting van de verwachte vrije geldstromen en de disconteringsvoet. Dat zijn allebei vrij subjectieve elementen. Als men de cash flows hoog inschat en een lage disconteringsvoet hanteert leidt dat tot een hoge waarde. Andersom leidt het natuurlijk tot een lage waarde. De kunst van het waarderen is dan ook om deze twee variabelen zo goed mogelijk in te schatten en te onderbouwen. Daarbij spelen niet alleen economische, maar ook psychologische factoren een rol. Wetenschappelijk onderzoek wijst uit dat waardeerders te maken hebben met biases bij het uitvoeren van hun werkzaamheden. Daarbij wordt dan o.a. onderscheid gemaakt tussen de anchoring bias (referentie effect) en engagement bias.